# جاك مكاي (لاعب كرة قدم)
جاك مكاي (بالإنجليزية: Jack McKay)‏ هو لاعب كرة قدم بريطاني (وحمل سابقاً جنسية المملكة المتحدة لبريطانيا العظمى وأيرلندا) في مركز جناح ‏، ولد في 1885 في المملكة المتحدة، وتوفي في 1911. لعب مع برمنغهام سيتي ونادي بليث سبارتانز وHebburn Argyle F.C. ‏ وHebburn Town F.C. ‏.